# Władysław Kakiet
Władysław Kakiet (ur. 18 kwietnia 1898 w Starych Budach, zm. 13 sierpnia 1944 w Warszawie) – podoficer Wojska Polskiego w II Rzeczypospolitej, Wojska Polskiego we Francji i Armii Krajowej, powstaniec warszawski, kawaler Orderu Virtuti Militari.

## Życiorys
Urodził się w rodzinie Szymona i Katarzyny z Paluchowskich. Ukończył 3 klasy szkoły powszechnej i odbył praktyki malarskie w Żyrardowie. Po ukończeniu nauki utrzymywał się z drobnego handlu.
W 1918 wstąpił do Wojska Polskiego i otrzymał przydział do III batalionu 1 pułku piechoty Legionów. W czasie ofensywy wileńskiej został ranny pod Sypiniszkami. W 1920 wziął udział w wyprawie kijowskiej, a później okresie odwrotu Wojsk Polskich walczył pod Borodzianką, Równem i nad Styrem, pod Białymstokiem, Lidą, Nowogródkiem, Stołpcami i Radoszkowicami. W sierpniu 1920 brawurowo zdobył bolszewicki ckm, otwierając swojej kompanii drogę do dalszego natarcia. Za czyn ten odznaczony został Krzyżem Srebrnym Orderu Virtuti Militari.
Po zakończeniu działań wojennych, w stopniu sierżanta, został zwolniony do rezerwy. Początkowo pracował w Policji Państwowej w Warszawie, później jako robotnik oraz kierowca. Wrócił do Wojska Polskiego jako pracownik cywilny na stanowisko kierownika warsztatów samochodowych w Głównej Składnicy Uzbrojenia nr 1. Po klęsce wrześniowej przedostał się do Francji i służył w 1 Dywizji Grenadierów. Więziony przez Niemców w obozie pracy w Gródlitz, zbiegł i wrócił do Warszawy. Wziął udział w powstaniu warszawskim działając w kwatermistrzostwie. Zmarł z ran odniesionych w wyniku eksplozji czołgu-pułapki. Pochowany został na cmentarzu Powązkowskim w kwaterze batalionu „Wigry”.
Żonaty z Heleną Pawłowską, miał córki: Elżbietę (ur. 1936) i Małgorzatę (ur. 1943).

## Ordery i odznaczenia
- Krzyż Srebrny Orderu Virtuti Militari nr 1843[4][3][2]
- Krzyż Walecznych[5]
- Krzyż pamiątkowy „Wilno Wielkanoc 1919” nr 116[6]
- francuski Krzyż Wojenny[5]